# San Esteban (Honduras)
San Esteban (uit het Spaans: "Sint-Stefanus") is een gemeente (gemeentecode 1517) in het departement Olancho in Honduras.
Het dorp werd in 1808 gesticht door frater José Antonio Liendo y Goicoechea, in een gebied dat bewoond werd door inheemse Paya. Het dorp werd ook San Esteban de Agalta genoemd. De naam is een eerbetoon aan een andere frater, Esteban Verdelete, die veel voor het dorp gedaan heeft.
Het dorp ligt in de Vallei Agalta. Door de gemeente stromen vele rivieren. De belangrijkste is de Río Grande de Agalta.

## Bevolking
De bevolking is als volgt verdeeld:
| Vrouwen | 12.788 | 48,3% |
| Mannen  | 13.700 | 51,7% |

## Dorpen
De gemeente bestaat uit 22 dorpen (aldea), waarvan de grootste qua inwoneraantal: San Esteban (code 151701) en Santa María del Carbón (151721).